# Куликовка (Рузаевский район)
Куликовка — село в составе  Хованщинского сельского поселения Рузаевского района Республики Мордовия. Население 8 чел. (2021)

## География
Находится на расстоянии примерно 25 км на запад по прямой от районного центра города Рузаевка.

## История
Основано в период Второй засечной черты атемарскими служилыми дворянами Куликовыми. В 1869 году учтено как казенное село из 62 дворов. Местное население было окрещено в 1740-х годах, после чего была построена деревянная церковь, впоследствии заменена сначала также деревянной Никольской, а в 1861 году каменной Михаило-Архангельской.
Указом Президиума Верховного Совета МАССР 27 июля 1966г. Куликовский сельский Совет (в составе село Куликовка) переданы из Инсарского района в административно-территориальное подчинение Рузаевского района.

## Население
Постоянное население составляло 23 человека (мордва-мокша 91%) в 2002 году, 15 в 2010 году, 8 в 2021 году